# Claudia Antonia

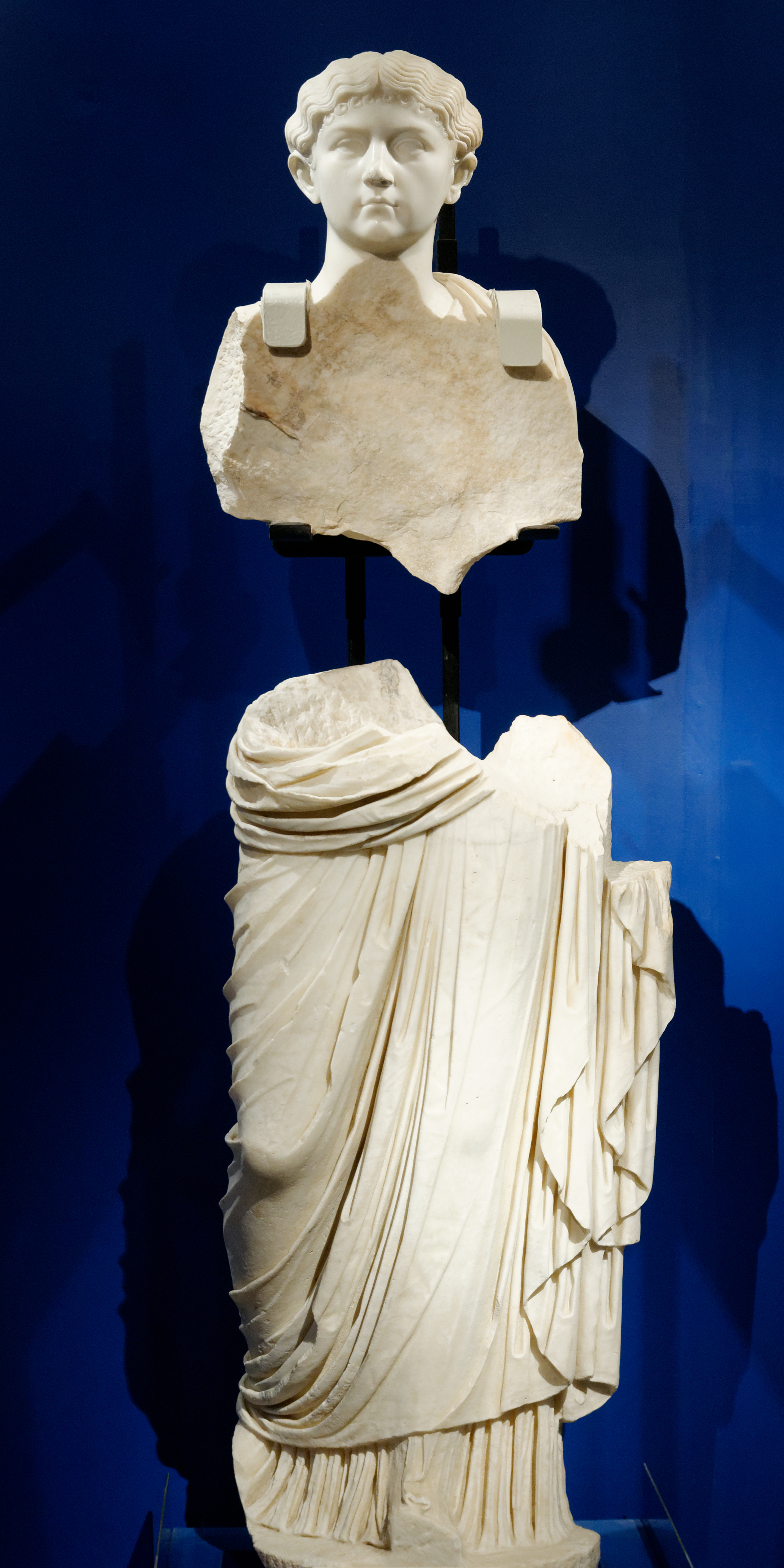
Statua di Claudia Antonia nel Domvs Romana a Medina, Malta.

Claudia Antonia (Antonia Claudii Caesaris filia;; 30 – 66) era la figlia del futuro imperatore Claudio e della sua seconda moglie Elia Petina.

## Biografia
Fu cresciuta dalla nonna paterna, Antonia Minore, fino al 37; morta la nonna in quest'anno, venne allevata dal padre fino al 43, .
Nel 43, fu data in moglie a Gneo Pompeo Magno, discendente del triumviro repubblicano Pompeo Magno. Secondo Svetonio, questi fu ucciso molti anni dopo, perché trovato a letto col suo amante, mentre Cassio Dione Cocceiano sostiene invece che fu Messalina a farlo uccidere, perché preoccupata che Pompeo potesse essere un pericoloso rivale di Britannico.
Antonia, rimasta vedova, sposò nel 47 il fratellastro di Messalina, Fausto Cornelio Silla Felice che venne prima esiliato nel 58 e quindi fatto uccidere nel 62 da Nerone.
Per l'anno 65 Tacito ricorda l'esistenza di voci secondo cui Gaio Calpurnio Pisone avrebbe pensato di sposare Antonia come parte della sua cospirazione contro Nerone. Dopo la morte dell'imperatrice Poppea Sabina, Nerone avrebbe chiesto ad Antonia di sposarlo e al suo rifiuto l'avrebbe accusata di cospirazione. Nel 66 fu giustiziata e con la sua morte scomparve l'ultima discendente di Druso maggiore.

## Ascendenza
|                 |   |                | Genitori                    |  |  | Nonni |  |  | Bisnonni               |  |  | Trisnonni            |  |
|                 |   |                |                             |  |  |       |  |  | Tiberio Claudio Nerone |  |  | Druso Claudio Nerone |  |
|                 |   |                |                             |  |  |       |  |  | Tiberio Claudio Nerone |  |  | Druso Claudio Nerone |  |
|                 |   | Claudia        |                             |  |  |       |  |  | Tiberio Claudio Nerone |  |  |                      |  |
| Druso maggiore  |   |                |                             |  |  |       |  |  | Tiberio Claudio Nerone |  |  |                      |  |
|                 |   | Livia Drusilla | Marco Livio Druso Claudiano |  |  |       |  |  |                        |  |  |                      |  |
|                 |   | Livia Drusilla | Marco Livio Druso Claudiano |  |  |       |  |  |                        |  |  |                      |  |
|                 |   | Livia Drusilla | Alfidia                     |  |  |       |  |  |                        |  |  |                      |  |
| Claudio         |   | Livia Drusilla |                             |  |  |       |  |  |                        |  |  |                      |  |
|                 |   | Marco Antonio  | Marco Antonio Cretico       |  |  |       |  |  |                        |  |  |                      |  |
|                 |   | Marco Antonio  | Marco Antonio Cretico       |  |  |       |  |  |                        |  |  |                      |  |
|                 |   | Marco Antonio  | Giulia                      |  |  |       |  |  |                        |  |  |                      |  |
| Antonia minore  |   | Marco Antonio  |                             |  |  |       |  |  |                        |  |  |                      |  |
|                 |   | Ottavia minore | Gaio Ottavio                |  |  |       |  |  |                        |  |  |                      |  |
|                 |   | Ottavia minore | Gaio Ottavio                |  |  |       |  |  |                        |  |  |                      |  |
|                 |   | Ottavia minore | Azia maggiore               |  |  |       |  |  |                        |  |  |                      |  |
| Claudia Antonia |   | Ottavia minore |                             |  |  |       |  |  |                        |  |  |                      |  |
|                 | … | …              |                             |  |  |       |  |  |                        |  |  |                      |  |
|                 | … | …              |                             |  |  |       |  |  |                        |  |  |                      |  |
|                 | … | …              |                             |  |  |       |  |  |                        |  |  |                      |  |
| Sesto Elio Cato | … |                |                             |  |  |       |  |  |                        |  |  |                      |  |
|                 |   | …              | …                           |  |  |       |  |  |                        |  |  |                      |  |
|                 |   | …              | …                           |  |  |       |  |  |                        |  |  |                      |  |
|                 |   | …              | …                           |  |  |       |  |  |                        |  |  |                      |  |
| Elia Petina     |   | …              |                             |  |  |       |  |  |                        |  |  |                      |  |
|                 |   | …              | …                           |  |  |       |  |  |                        |  |  |                      |  |
|                 |   | …              | …                           |  |  |       |  |  |                        |  |  |                      |  |
|                 |   | …              | …                           |  |  |       |  |  |                        |  |  |                      |  |
| …               |   | …              |                             |  |  |       |  |  |                        |  |  |                      |  |
|                 |   | …              | …                           |  |  |       |  |  |                        |  |  |                      |  |
|                 |   | …              | …                           |  |  |       |  |  |                        |  |  |                      |  |
|                 |   | …              | …                           |  |  |       |  |  |                        |  |  |                      |  |
|                 |   | …              |                             |  |  |       |  |  |                        |  |  |                      |  |